# Moldova az 1998. évi téli olimpiai játékokon
Moldova a japán Naganóban megrendezett 1998. évi téli olimpiai játékok egyik részt vevő nemzete volt. Az országot az olimpián 1 sportágban 2 sportoló képviselte, akik érmet nem szereztek.

## Biatlon
Férfi
| Versenyző | Versenyszám  | Lövőhiba    | Időeredmény | Helyezés |
| --------- | ------------ | ----------- | ----------- | -------- |
| Ion Bucsa | 10 km sprint | 6 (2+4)     | 36:33,8     | 71.      |
| Ion Bucsa | 20 km egyéni | 6 (0+2+3+1) | 1:11:27,5   | 70.      |

Női
| Versenyző      | Versenyszám   | Lövőhiba    | Időeredmény | Helyezés |
| -------------- | ------------- | ----------- | ----------- | -------- |
| Elena Gorohova | 7,5 km sprint | 5 (2+3)     | 28:21,5     | 62.      |
| Elena Gorohova | 15 km egyéni  | 9 (3+0+2+4) | 1:09:18,1   | 62.      |